# Алберт (езеро)
Вижте пояснителната страница за други значения на Алберт.
Алберт (на английски: Lake Albert),  известно преди като Мвитанзиге (на английски: Lake Mwitanzige) и Мобуту Сесе Секо (на английски: Lake Mobutu Sese Seko), е езеро в източната част на Африка, на границата с Уганда и Демократична република Конго, на височина 617 m. Това е седмото по големина езеро в Африка, както и второто по големина от Големите езера на Уганда. Площта му е 5335 km². Дълбочината му е 58 m. Има тектонски произход – част от Източноафриканския гребен. От него изтича реката Алберт-Нил. Езерото е плавателно и богато на риба. Открито е през 1864 г. от Бейкър. Носи името на Алберт фон Сакс-Кобург-Гота.

## География
Езерото Алберт се намира в центъра на африканския континент, на границата между Уганда и Демократична република Конго. Това е най-северното от веригата езера в Албертинския рифт, западният клон на Източноафриканския рифт.
То е около 160 km дълго и 30 km широко, с максимална дълбочина от 51 m и надморска височина от 619 m над морското равнище.
Езерото Алберт е част от сложната система на горен Нил. Основните му източници са река Бели Нил, идваща от езерото Виктория на югоизток и река Семлики, която изтича от езерото Едуард на югозапад. Водата на Виктория е много по-малко солена от тази на езерото Алберт.
В южния край на езерото, където навлиза Семлики, има блата. Планините Рувензори са на юг от езерото, а на северозапад – Сините планини. 

## Характеристики на водата
За разлика от много дълбокото езеро Малави, езерото Танганика и езерото Киву, температурата на водата в езерото Алберт е относително стабилна навсякъде, обикновено около 27 – 29 °C и дори по-дълбоките му участъци съдържат кислород.
Водата има pH около или малко под 9 и електрическа проводимост от около 720 – 780 μS/cm. И двата показателя са много високи за сладководно езеро, но въпреки това са по-ниски от тези на езерото Едуард.

## Животински свят
Езерото Алберт е дом на много водни и полуводни животни като хипопотами, угандийска блатна коза, нилски крокодили, нилски варан, африкански трионикс, централноафрикански кални костенурки, Pelusios williamsi, различни полуводни змии и жаби. Водолюбивите птици са многобройни и включват пеликани, чапли и рядкосрещаната китоглава чапла.

## Риба и риболов
В езерото Алберт има 55 вида риби. С изключение на нилските крокодили, най-големите хищници в езерото са нилски костур (който е местен вид, за разлика от другите езера в долината на Рифт, където е инвазивен), удължена тигрова риба (Hydrocynus forskahlii), африканска тигрова риба, мраморна бяла риба, Mormyrops anguilloides, багрус, африкански острозъб сом (Clarias gariepinus) и сом вунду. Други важни риболовни видове са нилската тилапия, Barbus bynni, Lates macrophthalmus, електрически сом и сом жираф, които се ловят чрез стандартни риболовни методи и малките Брицинус и Engraulicypris bredoi, които се улавят главно чрез Светлинен атрактор за риболов. До 30% от производството на риба в Уганда е от езерото Албърт.
Езерото Албърт има по-малко ендемити от другите големи африкански езера. Въпреки че Алберт Нил – участъкът на Нил, който напуска езерото Алберт, има няколко бързея в района на град Нимуле, те не са изолирали езерото от основните участъци на Нил. В резултат на това повечето от рибите в езерото Алберт са широко разпространени речни видове, които се срещат и в основните участъци на Нил. 

## История
Преди езерото Алберт е било известно като „Mwitanzige” (убиец на скакалци) от етническите групи Баньоро и Батуро, както и от други народи, които са населявани региона от векове преди колониалната епоха. Това се дължи на древното вярване, че скакалците (наричани на местно ниво „ензиге“) загиват в езерото, докато се опитват да го пресекат. През 1864 г. изследователите Самюъл Уайт Бейкър и Флорънс Бейкър откриват езерото и го преименуват на наскоро починалия принц Алберт, съпруг на кралица Виктория. През 20-ти век президентът на Заир Мобуту Сесе Секо временно наименува езерото на себе си.
Европейските колонизатори са управлявали корабоплаването по езерото. Британците са планирали корабоплаването по езерото Албърт като част от мрежа от железопътни, речни и езерни параходи, обслужващи британските интереси в Египет, Източна Африка и Южна Африка. Корабостроителницата John I. Thornycroft & Company в Уулстън, Саутхемптън построява товарния и пътническия кораб СС Робърт Кориндън (SS Robert Coryndon) за тази цел през 1930 г. Той е кръстен на офицера от британската армия Робърт Торн Кориндън, който е бил губернатор на Уганда в периода 1918 – 1922 г. Уинстън Чърчил описва кораба като „най-добрата библиотека на повърхността“, а Ърнест Хемингуей го нарича „величие на водата“. Той или е бил потопен през 1962 г. или е потънал през 1964 г. Той остава частично потопен в езерото, което все още може да се види и до днес.
Heritage Oil и Tullow Oil овявяват големи петролни находки в басейна на езерото Албърт с оценки, че находището с няколко милиарда барела ще се окаже най-голямото находище на сушата, открито в Африка на юг от Сахара за повече от двадесет години.
През март 2014 г. лодка с конгоански бежанци се преобръща в езерото Алберт. Загиват повече от 250 души.
На 26 декември 2016 г. лодка, превозваща 45 членове и фенове на местен футболен отбор се преобръща в езерото Албърт. Загиват най-малко 30 души.
На 24 декември 2020 г. тридесет души загиват, когато лодка се преобръща по пътя от Уганда за Конго.
Селището Кибиро на езерото Алберт има културно и археологическо значение.